# Zamek Borbeck
Zamek Borbeck (niem. Schloss Borbeck) – zabytkowy zamek w Borbeck-Mitte, dzielnicy Essen (Nadrenia Północna-Westfalia).
W IX w. w miejscu zamku został zbudowany sąd klasztoru w Essen. W XIII w. ksieni zakupiła Oberhof Borbeck i wzniosła rezydencję typu motte, która była poprzedniczką zamku. Od tego momentu Borbeck stał się siedzibą ksieni. Z biegiem czasu zamek był dalej rozbudowywany, a nawet wykorzystywany jako miejsce, w którym schronienie często znajdowali kanonicy. Pożar w 1493 a także wojna osiemdziesięcioletnia (1568–1648) spowodowały zniszczenia, które zostały naprawione. Po 1598 rezydencja była jeszcze bardziej rozbudowywana. O obecnym wyglądzie obiektu zadecydowała w latach 1744–1762 ksieni Franciszka von Pfalz-Sulzbach, która zleciła gruntowną przebudowę posiadłości. Sekularyzacja zakończyła klasztorną historię zamku, który do 1941 znajdował się w rękach prywatnych.

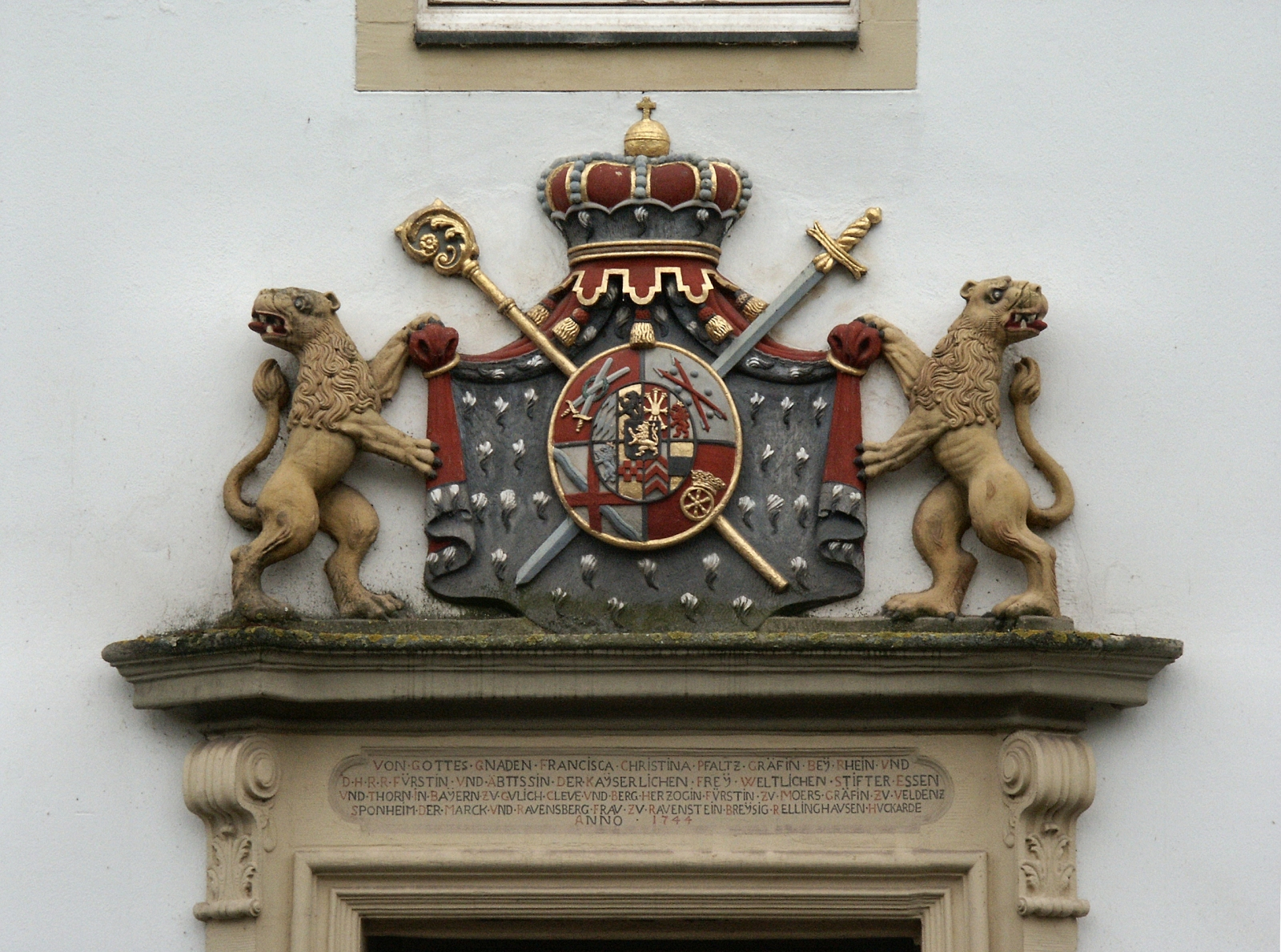
Herb Franciszki von Pfalz-Sulzbach(inne języki)
Herb von Pfalz-Sulzbach
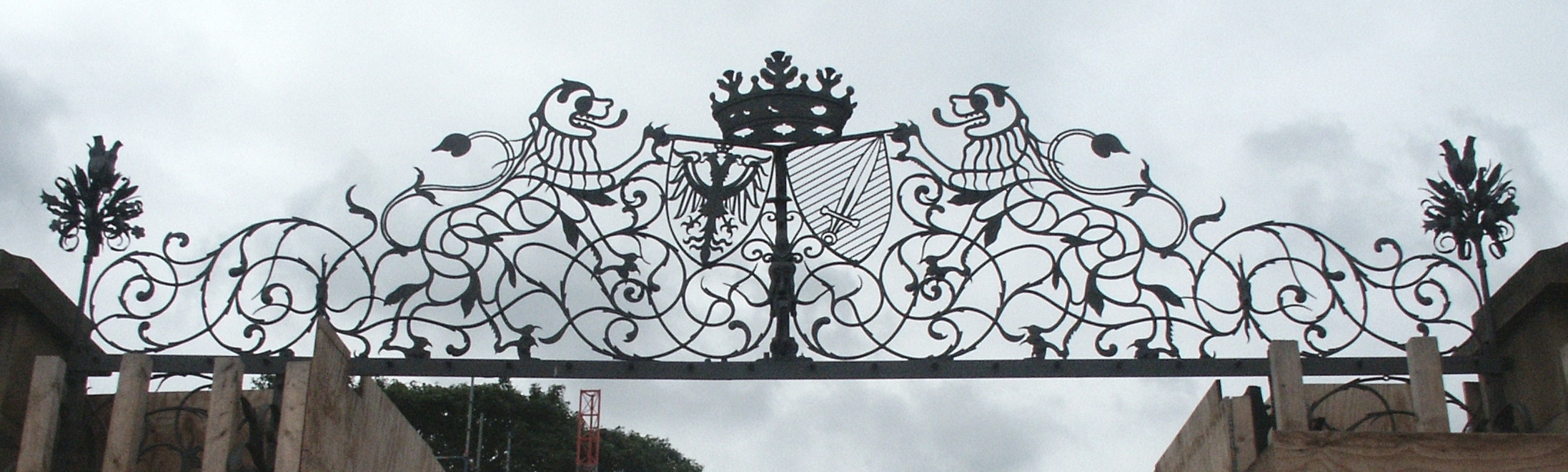
Brama z herbami miasta Essen
Herby miasta Essen